# Alte Winzinger Kirche

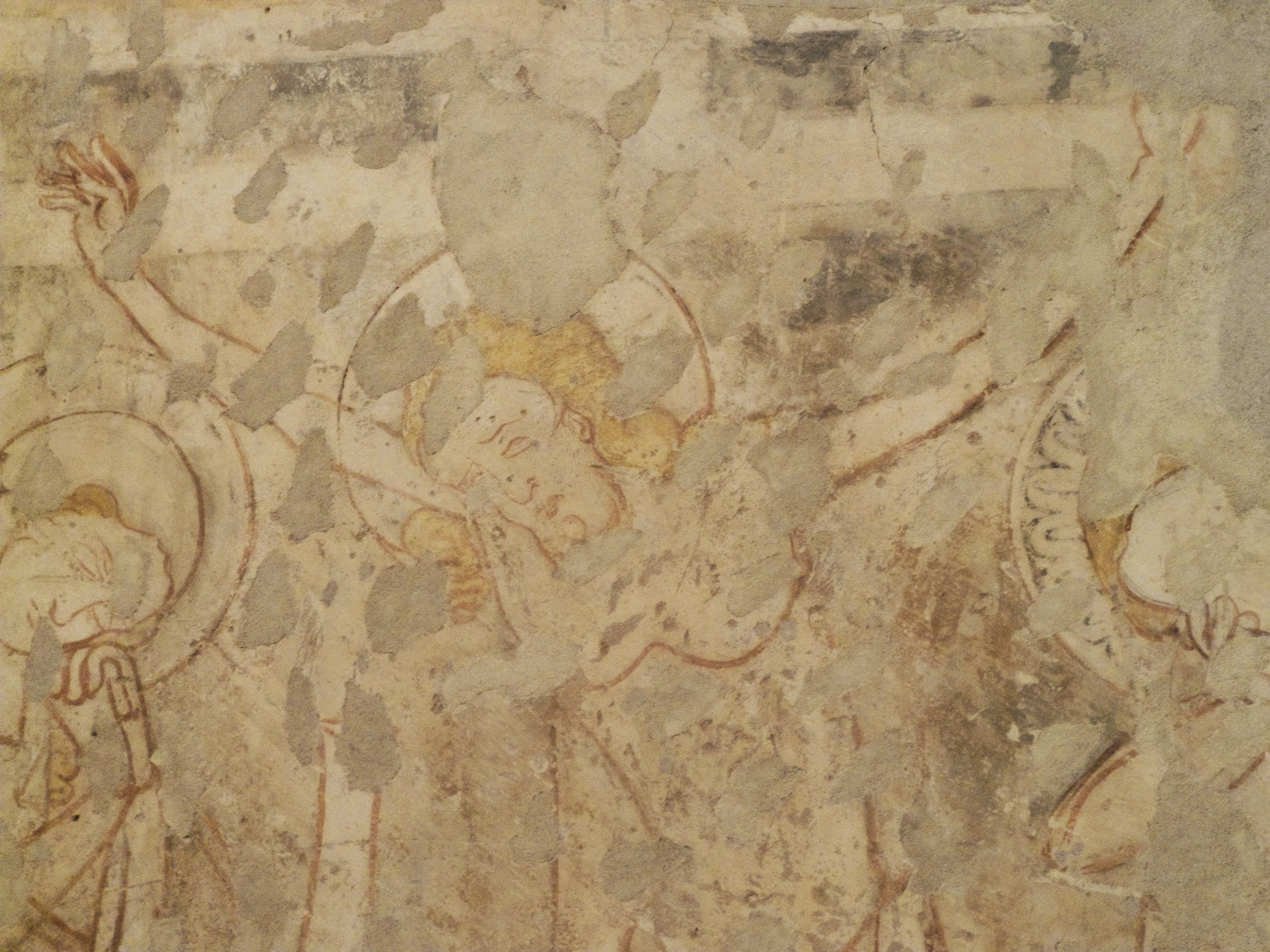
Jesu Kreuzigung, Fresko aus der Kirche

Die heute noch erhaltene alte Winzinger Kirche, alternativ protestantische Kirche Winzingen genannt, ist das älteste Kirchengebäude in Neustadt an der Weinstraße. Sie steht unter Denkmalschutz.

## Lage
Die Kirche befindet sich im Stadtviertel Winzingen, das bis 1892 eine eigenständige Gemeinde war. Sie liegt an der Straßenkreuzung der Hindenburgstraße und der Kirchstraße. Einige hundert Meter weiter nördlich verläuft der Speyerbach und einige hundert Meter weiter südlich beziehungsweise östlich die Bahnstrecke Mannheim–Saarbrücken sowie die Pfälzische Nordbahn.

## Geschichte
Sie wurde im 13. Jahrhundert im gotischen Stil erbaut und war dem hl. Ulrich geweiht; 1281 wurde sie erstmals urkundlich erwähnt. Bodenfunde deuten auf einen Vorgängerbau aus der Zeit der Karolinger hin. Nach der Reformation ging das Gebäude in das Eigentum der Reformierten über, was im Jahr 1705 bei der Pfälzischen Kirchenteilung endgültig besiegelt wurde.
In der Zeit des Nationalsozialismus hielt am 22. April 1937 Pastor Martin Niemöller in der Alten Winzinger Kirche auf Einladung des Pfarrernotbundes eine vielbeachtete Rede. Kurz vor dem Ende des Zweiten Weltkriegs wurde der Kirchturm am 21. März 1945 durch eine Granate zerstört, mit der die deutsche Abwehr die vorrückenden Truppen der United States Army aufhalten wollte.
1965 wurde die Martin-Luther-Kirche in Winzingen eingeweiht, sodass ab diesem Zeitpunkt die benachbarte Alte Kirche ihre Bestimmung verlor.
Seit einem Grabfund 1981 steht die alte Kirche unter Denkmalschutz; ab 1996 wurde sie durch einen Förderverein restauriert und zum Kulturhaus ausgebaut, in dem jährlich 24 Konzerte veranstaltet werden und außerdem Jubiläen, Hochzeiten und Taufen stattfinden.

## Bauwerk
Beim Bauwerk handelt es sich um einen gotischen Saalbau. Im Jahr 1730 erfolgte ein Umbau im Stil des Barock; im Zuge dessen wurde das Gebäude erweitert. Zudem enthält die Kirche bedeutende Wandmalereien aus dem frühen 14. Jahrhundert. Der Kirchturm wurde nach seiner Zerstörung im Zweiten Weltkrieg nicht wieder aufgebaut.
Die erste Orgel stammte aus dem 18. Jahrhundert und wurde durch Johann Karl Baumann errichtet. 1823 stellte Franz Seuffert aus Kirrweiler ein neues Instrument auf, wobei das Gehäuse fast identisch zu demjenigen von Baumann gebaut wurde. 1927 lieferte die Firma  Walcker aus Ludwigsburg eine pneumatische Orgel mit 15 Registern, welche 1979 abgebaut wurde. Einige Register dieses Instruments wurden 1997 in der Steinmeyer-Orgel der Martin-Luther-Kirche eingebaut. Die heutige Orgel stammt von der Firma Carl Heinz Hofbauer in Göttingen und hat 5½ Register.